# Бьёрк, Анита
Анита Бьёрк (швед.  Anita Björk; 25 апреля 1923 — 24 октября 2012) – шведская актриса театра и кино.

## Биография
Закончила актерскую школу при Королевском драматическом театре Швеции (1945), где училась вместе с Май Сеттерлинг. С 1945 работает в Драматен, сыграла там более 100 ролей. Более 50 ролей исполнила в кино.
В 1953-1954 была замужем за Стигом Дагерманом.

## Избранная фильмография
- 1942 : Пьеса о рае, другое название Дорога в небо/ Himlaspelet (Альф Шёберг)
- 1947: Гость приехал/ Det kom en gäst (Арне Матссон)
- 1947 : Женщина без лица/ Kvinna utan ansikte (Густав Моландер по сценарию Ингмара Бергмана)
- 1950 : Kvartetten som sprängdes (Г.Моландер)
- 1951 : Фрёкен Юлия/ Fröken Julie (Альф Шёберг)
- 1952 : Женщины ждут/ Kvinnors väntan (И.Бергман)
- 1954 : Обитатели ночи/ Night People (Нунналли Джонсон)
- 1955: Гамлет (А.Шёберг, телевизионный)
- 1955: Корнет/ Der Cornet — Die Weise von Liebe und Tod (Вальтер Райш по повести Рильке)
- 1956: Песнь о багрово-красном цветке/ Sången om den eldröda blomman (Г.Моландер)
- 1958: Дама в чёрном / Damen i svart — фон Шильден, певица
- 1958: Призрачный экипаж/ Körkarlen (Арне Матссон)
- 1963: Мизантроп/ Misantropen (Хокан Эрсгорд по Мольеру)
- 1963: Площадь насилия/ Square of Violence (Леонардо Берковичи)
- 1964: Любовные пары/ Älskande par (Май Сеттерлинг)
- 1964: Неверность / Utro (Астрид Хеннинг-Енсен) — Ингрид
- 1969: Одален 31/ Ådalen '31 (Бу Видерберг)
- 1974: Восхождение на Фудзияму/ Bestigningen av Fujijama (Эрнст Гюнтер по пьесе Ч. Айтматова, телевизионный)
- 1976: Sjung vackert om kärlek (Гуннель Линдблум, телевизионный)
- 1978: Ночь трибад/ Tribadernas natt (Пер Вернер-Карлссон по пьесе П. У. Энквиста, телевизионный)
- 1979: Наследство/ Arven (Аня Брайен)
- 1986: Amorosa (Май Сеттерлинг)
- 1992: Благие намерения/ Den goda viljan (Билле Аугуст)
- 1992: Маркиза де Сад/ Markisinnan de Sade (И.Бергман по пьесе Ю.Мисимы, телевизионный)
- 1996: Частные признания/ Enskilda samtal (Лив Ульман по сценарию И.Бергмана)
- 1997: В присутствии клоуна/ Larmar och gör sig till (И.Бергман, телевизионный)
- 2000: Создатели образов/ Bildmakarna (И.Бергман по сценарию П. У. Энквиста, телевизионный)

## Избранные театральные роли (в театре Драматен)
- 1946 : Человек и сверхчеловек (Шоу)
- 1947 : Разносчик льда грядет (Юджин О’Нил)
- 1948 : Служанки (Жан Жене)
- 1949 : Грязные руки (Сартр)
- 1950 : Бранд (Ибсен)
- 1950 : Вечерний прием (Т.С.Элиот)
- 1951 : Братья Карамазовы (Достоевский)
- 1951 : Приглашение в замок (Ануй)
- 1952 : Пигмалион (Дж.Б.Шоу)
- 1953 : Ромео и Джульетта (Шекспир)
- 1954 : Орест (Еврипид)
- 1958 : Дон Жуан, или Каменный пир (Мольер)
- 1960 : Затворники Альтоны (Сартр)
- 1961 : Йерма (Федерико Гарсиа Лорка)
- 1964 : Как вам это понравится (Шекспир)
- 1964 : После падения (Артур Миллер)
- 1966 : Дознание (Петер Вайс)
- 1968 : Буря (Шекспир)
- 1969 : Три сестры (Чехов)
- 1977 : Медея (Еврипид)
- 1979 : Мера за меру (Шекспир)
- 1986 : Оркестр (Ануй)
- 1989 : Маркиза де Сад (Юкио Мисима)
- 1995 : Savannah Bay (Маргерит Дюрас)
- 1996 : Вакханки (Еврипид)
- 1998 : Создатели образов (П.У.Энквист)

## Признание
Премия Юджина О’Нила (1972). Медаль Литературы и искусств (1979). Премия Золотой жук (2006).